# Dipartimento di Lavalle (Mendoza)
Lavalle è un dipartimento argentino, situato nella parte nord-orientale della provincia di Mendoza, con capoluogo Villa Tulumaya.

## Storia
Istituito il 18 gennaio 1859 col nome di Tulumaya, assume il nome attuale nel 1889 in memoria del generale Juan Galo Lavalle, che partecipò alla guerra d'indipendenza argentina.

## Geografia fisica
Esso confina a nord con la provincia di San Juan, ad est con quella di San Luis, a sud con i dipartimenti di La Paz, Santa Rosa, San Martín, Maipú e Guaymallén; e ad ovest con il dipartimento di Las Heras.

## Società

### Evoluzione demografica
Secondo il censimento del 2001, su un territorio di 10.212 km², la popolazione ammontava a 32.129 abitanti, con un aumento demografico del 19,14% rispetto al censimento del 1991.
Abitanti censiti

## Amministrazione
Il dipartimento, come tutti i dipartimenti della provincia, è composto da un unico comune, suddiviso in 20 distretti (distritos in spagnolo), che corrispondono agli agglomerati urbani disseminati sul territorio:
- Costa de Araujo
- El Carmen
- El Chilcal
- El Plumero
- El Vergel
- Gustavo André
- Jocolí
- Jocolí Viejo
- La Asunción
- La Holanda
- La Palmera
- La Pega
- Las Violetas
- Lagunas del Rosario
- Paramillo
- San Francisco
- San José
- San Miguel
- Tres de Mayo
- Villa Tulumaya, sede municipale